# لرداسر
لرداسر، روستایی از توابع بخش رانکوه شهرستان املش در استان گیلان ایران است.این روستای دارای جاذبه های گردشگری همچون آبگیر ،جنگل های انبوه ،باغ چای و مرکبات و روستایی به شدت توریست پذیر می باشد .

## جمعیت
این روستا در دهستان شبخوس‌لات قرار دارد و براساس سرشماری مرکز آمار ایران در سال ۱۳۸۵، جمعیت آن ۷۴ نفر (۲۷خانوار) بوده‌است.